# Ganar para donar
Ganar para donar (en inglés: Earning to give) implica elegir deliberadamente una carrera con altos ingresos con el fin de donar una parte significativa de los mismos, normalmente por un deseo de altruismo eficaz. Los defensores de ganar para donar sostienen que maximizar la cantidad que uno puede donar a la caridad es una consideración importante para las personas a la hora de decidir qué carrera seguir.

## Partidarios
En el libro de 1996 Living High and Letting Die, el filósofo Peter Unger escribió que era moralmente loable y quizá incluso moralmente necesario que las personas del mundo académico que pudieran ganar sueldos sustancialmente mayores en el mundo empresarial abandonaran el mundo académico, ganaran esos sueldos mayores y donaran la mayor parte del dinero extra a obras benéficas. El filósofo moral Peter Singer sentó las bases del altruismo eficaz y de ganar para donar en su ensayo de 1971 "Famine, Affluence, and Morality" (en español: Hambre, opulencia y moralidad) y desde entonces aboga por donar cantidades considerables de los ingresos propios a organizaciones benéficas efectivas. Singer es un defensor público del altruismo eficaz y respaldó la idea de ganar para donar en su charla TED de 2013. El catedrático asociado de Filosofía de la Universidad de Oxford William MacAskill promovió ganar para donar como una posible carrera de alto impacto en varios artículos de prensa y en su libro de 2015 "Doing Good Better: Effective Altruism and a Radical New Way to Make a Difference" (en español: Hacer el bien es mejor: el altruismo eficaz y una nueva manera radical para hacer la diferencia). MacAskill es cofundador y presidente de 80.000 Hours, una organización sin ánimo de lucro que investiga sobre carreras con impacto social positivo y ofrece asesoramiento profesional. En un principio, la organización recomendaba ganar para donar como una carrera con un alto potencial de impacto para los altruistas eficaces, aunque más recientemente ha restado importancia a este enfoque, en favor de vías alternativas como la investigación, la defensa o la reforma política. Dave Ramsey anima regularmente a sus lectores a "vivir como nadie" (ahorrando y sin deudas) para poder "dar como nadie" (siendo generosos con sus ingresos).

## En la práctica
Muchas de las personas que practican el ganar para donar se consideran parte de la comunidad del altruismo eficaz. Algunos donan más del 50% de sus ingresos, más del 10% que exige el compromiso básico de Donar lo que podamos. Puede que vivan frugalmente para donar más dinero. Los empleos en finanzas, sobre todo en el mercado financiero, son populares entre quienes buscan ganar para donar. Ganar para donar es a veces más eficaz que trabajar en una ONG, porque si la ONG deja de ser eficaz, se puede pasar a donar a otra organización benéfica en cualquier momento.

## Debate
David Brooks criticó este concepto en su columna de The New York Times, argumentando que, si bien los altruistas pueden empezar "ganando para donar" para hacer realidad sus compromisos más profundos, sus valores pueden erosionarse con el tiempo, volviéndose progresivamente menos altruistas. Del mismo modo, John Humphrys criticó esta idea en el programa Today de la BBC, afirmando que las personas interesadas en enriquecerse tienden a ser egoístas y que los jóvenes idealistas se volverán cínicos con la edad. Además, Brooks se opuso a la idea de que los altruistas deberían convertirse "en una máquina de redistribución de la riqueza". Peter Singer respondió a estas críticas en su libro The Most Good You Can Do dando ejemplos de personas que llevan años ganando para donar sin perder su motivación altruista. William MacAskill también defendió esta práctica frente a las críticas de Brooks en The Washington Post, argumentando que incluso Friedrich Engels ganaba para dar para apoyar económicamente el trabajo del anticapitalista Karl Marx. Dana Goldstein también ha criticado la práctica de ganar para donar, suscitando la respuesta de Reihan Salam.
Otra preocupación fue planteada en la Oxford Left Review por Pete Mills, quien escribió que las carreras lucrativas perpetúan un sistema injusto.
Sam Bankman-Fried, que llegó a ser la persona más rica del mundo menor de 30 años, fundó la bolsa de criptomonedas FTX con el objetivo explícito de donar la gran mayoría de los beneficios a causas rentables. Bankman-Fried creó fundaciones filantrópicas con parte de sus ganancias, pero tras una crisis que llevó a la quiebra de FTX, el personal del Fondo Futuro de FTX dimitió públicamente, diciendo que tenían "dudas fundamentales sobre la legitimidad e integridad" de los negocios de Bankman-Fried. La crisis de FTX dio lugar a especulaciones sobre si las donaciones vinculadas a la empresa podrían ser recuperadas de las organizaciones financiadas por las fundaciones de Bankman-Fried. En algunos casos, las donaciones han sido recuperadas de organizaciones benéficas, incluidos 200.000 dólares que tuvieron que ser devueltos en 2011 por organizaciones benéficas financiadas por el estafador convicto Tom Petters.

### Ganar para donara través de trabajos que pueden causar daño
Ganar para donar ha sido objeto de debate: personas e instituciones de alto perfil dentro del movimiento han discrepado sobre cuándo es apropiado trabajar en empleos moralmente controvertidos. William MacAskill argumentó en 2014 que las donaciones suficientes podrían justificar una carrera moralmente controvertida, ya que el impacto de aceptar un trabajo poco ético es pequeño si otra persona lo hubiera aceptado de todos modos, mientras que el impacto de las donaciones podría ser grande. Singer compara el dilema moral de aceptar o no un trabajo en un banco de inversión con la decisión de ir a luchar al frente en lugar de hacer guardia en un campo de exterminio. Según Singer, desde un punto de vista consecuencialista, uno debe considerar en primer lugar si su papel marcará la diferencia. Si uno es fácilmente sustituible por otro, ser despedido no aportaría ningún beneficio a la comunidad, mientras que, si uno avanza en su carrera, será posible hacer generosas donaciones a organizaciones benéficas de confianza. Del mismo modo, un soldado que decidiera sacrificarse en el frente antes que ser empleado en un campo de exterminio tendría como consecuencia su probable muerte y su sustitución en el campo por alguien que podría ser un sádico asesino.: 50–54  Según Kenan Malik, "esta lógica no sólo desafía nuestras intuiciones morales, sino que también puede aplicarse de forma menos desagradable para justificar casi cualquier acción, incluida la de Bankman-Fried. Puede que estafara a los inversores, pero al menos donó más dinero a la caridad de lo que podría haber hecho otro estafador".
Singer también ha dicho que incluso quienes aceptan un trabajo cómplice de causar daño pueden, por ejemplo, presionar a la organización para que cambie sus prácticas perjudiciales, lo que puede ser más fácil de hacer desde su posición dentro de la organización, o renunciar y denunciar a la organización, lo que podría no ser posible sin obtener información mientras se está en el trabajo.: 50–54  En 2017, 80.000 Hours recomendó que es mejor evitar las carreras que causan un daño directo significativo, incluso si parece que las consecuencias negativas podrían ser superadas por las donaciones. Esto se debe a que los daños de dichas carreras pueden estar ocultos o ser difíciles de medir.